# 9-es villamos (Prága)
A prágai 9-es jelzésű villamos a Sídliště Řepy és a Spojovací között közlekedik.

## Útvonala
| Spojovací felé | Sídliště Řepy felé |
| --- | --- |
| Sídliště Řepy – Makovského – Plzeňská – Štefánikova – Újezd – Vitéžná – Most Legií – Národní – Spálená – Lazarská – Vodičkova – Jindřišská – Bolzanova – Seifertova – Táboritská – Olšanská – Jana Želivského – Koněvova – Spojovací | Spojovací – Koněvova – Jana Želivského – Olšanská – Táboritská – Seifertova – Bolzanova – Jindřišská – Vodičkova – Lazarská – Spálená – Národní – Most Legií – Vitéžná – Újezd – Štefánikova – Plzeňská – Makovského – Sídliště Řepy |

## Megállóhelyei
| 0  | Sídliště Řepy végállomás | 54 | 10, 16 S5 S65                                                                       |
| 1  | Blatiny                  | 52 | 10, 16                                                                              |
| 2  | Slánská                  | 51 | 10, 16                                                                              |
| 3  | Hlušičkova               | 49 | 10, 16                                                                              |
| 4  | Krematorium Motol        | 48 | 10, 16                                                                              |
| 6  | Motol                    | 47 | 10, 16                                                                              |
| 8  | Vozovna Motol            | 46 | 10, 16                                                                              |
| 9  | Hotel Golf               | 44 | 10, 16                                                                              |
| 10 | Poštovka                 | 43 | 10, 16                                                                              |
| 11 | Kotlářka                 | 42 | 10, 15, 16                                                                          |
| 12 | Kavalírka                | 41 | 10, 15, 16                                                                          |
| 13 | Klamovka                 | 39 | 10, 15, 16                                                                          |
| 15 | U Zvonu                  | 38 | 10, 15, 16                                                                          |
| 16 | Bertramka                | 37 | 10, 15, 16                                                                          |
| 20 | Anděl                    | 35 | B 4, 5, 7, 10, 12, 15, 16, 20, 21                                                   |
| 22 | Arbesovo náměstí         | 32 | 12, 15, 20                                                                          |
| 23 | Švandovo divadlo         | 30 | 12, 15, 20                                                                          |
| 24 | Újezd                    | 29 | 12, 15, 20, 22, 23 · Petřín siklóvasút                                              |
| 26 | Národní divadlo          | 27 | 2, 17, 18, 22, 23                                                                   |
| 28 | Národní třída            | 26 | B 2, 18, 22, 23                                                                     |
| 29 | Lazarská                 | 24 | 3, 5, 6, 14, 24                                                                     |
| 30 | Vodičkova                | 23 | 3, 5, 6, 14, 24                                                                     |
| 32 | Václavské náměstí        | 22 | A B 3, 5, 6, 14, 24                                                                 |
| 34 | Jindřišská               | 20 | 3, 5, 6, 14, 15, 24, 26                                                             |
| 36 | Hlavní nádraží           | 18 | C 5, 15, 26 S1 R10 R16 R17 R18 R19 S2 R20 R21 R26 S3 S4 R43 R49 S5 S65 S7 S8 S88 S9 |
| 38 | Husinecká                | 15 | 5, 15, 26                                                                           |
| 40 | Lipanská                 | 13 | 5, 15, 26                                                                           |
| 41 | Olšanské náměstí         | 12 | 5, 15, 26                                                                           |
| 43 | Olšanská                 | 11 | 26                                                                                  |
| 44 | Nákladové nádraží Žižkov | 10 | 10, 11, 16, 26                                                                      |
| 45 | Nákladové nádraží Žižkov | 8  | 10, 11, 16, 26                                                                      |
| 46 | Biskupcova               | 7  | 10, 11, 16                                                                          |
| 48 | Ohrada                   | 5  | 1, 11                                                                               |
| 49 | Vozovna Žižkov           | 4  | 1, 11                                                                               |
| 51 | Strážní                  | 3  | 1, 11                                                                               |
| 52 | Chmelnice                | 2  | 1, 11                                                                               |
| 53 | Kněžská luka             | 1  | 1, 11                                                                               |
| 55 | Spojovací végállomás     | 0  | 1, 11                                                                               |